# Supercopa Sudamericana 1992
La Supercopa Sudamericana 1992 fue la quinta edición del torneo de clubes de América del Sur que reunía a todos los campeones de la Copa Libertadores de América, organizado por la Confederación Sudamericana de Fútbol.
Por segunda vez consecutiva, vio campeón a Cruzeiro de Brasil, que en esta oportunidad superó en la final a Racing Club de Argentina, reeditándose así la final de 1988, en donde aquella oportunidad la Academia se había coronado. Por ello, disputó la Recopa Sudamericana 1993 ante su coterráneo de São Paulo, que había obtenido la Copa Libertadores 1992.

## Formato
El torneo se desarrolló en un formato plenamente eliminatorio, en cuatro rondas desde los octavos hasta la final. Todas las llaves se disputaron en ida y vuelta. Ante la igualdad de puntos, obtenía la clasificación el equipo con mejor diferencia de goles; de persistir el empate, se efectuaron tiros desde el punto penal.
|                               |                               | Equipos que entran en esta fase | Equipos que provienen de la fase anterior        |
| ----------------------------- | ----------------------------- | --- | ------------------------------------------------ |
| Octavos de final (16 equipos) | Octavos de final (16 equipos) | - Argentinos Juniors, Atlético Nacional, Boca Juniors, Colo-Colo, Cruzeiro, Estudiantes (LP), Flamengo, Grêmio, Independiente, Nacional, Olimpia, Peñarol, Racing Club, River Plate, São Paulo y Santos |                                                  |
| Cuartos de final (8 equipos)  | Cuartos de final (8 equipos)  | | - 8 equipos clasificados de los Octavos de final |

## Equipos participantes
En cursiva los equipos debutantes en el torneo.
| País                      | Equipo                                                                                 | Copas Libertadores ganadas                                                                   |
| ------------------------- | -------------------------------------------------------------------------------------- | -------------------------------------------------------------------------------------------- |
| Argentina 6 participantes | Argentinos Juniors Boca Juniors Estudiantes (LP) Independiente Racing Club River Plate | 1985 1977 – 1978 1968 – 1969 – 1970 1964 – 1965 – 1972 – 1973 – 1974 – 1975 – 1984 1967 1986 |
| Brasil 5 participantes    | Cruzeiro Flamengo Grêmio Santos São Paulo                                              | 1976 1981 1983 1962 – 1963 1992                                                              |
| Chile 1 participante      | Colo-Colo                                                                              | 1991                                                                                         |
| Colombia 1 participante   | Atlético Nacional                                                                      | 1989                                                                                         |
| Paraguay 1 participante   | Olimpia                                                                                | 1979 – 1990                                                                                  |
| Uruguay 2 participantes   | Nacional Peñarol                                                                       | 1971 – 1980 – 1988 1960 – 1961 – 1966 – 1982 – 1987                                          |

### Distribución geográfica de los equipos
Distribución geográfica de las sedes de los equipos participantes:

## Resultados

### Cuadro de desarrollo
|  | Octavos de final                  | Octavos de final                  | Octavos de final                  | Octavos de final                  |   |                    | Cuartos de final    | Cuartos de final    | Cuartos de final    | Cuartos de final    |  |             | Semifinales          | Semifinales          | Semifinales          | Semifinales          |  |             | Final                | Final                | Final                | Final                |  |
|  | 29 de septiembre al 15 de octubre | 29 de septiembre al 15 de octubre | 29 de septiembre al 15 de octubre | 29 de septiembre al 15 de octubre |   |                    | 20 al 30 de octubre | 20 al 30 de octubre | 20 al 30 de octubre | 20 al 30 de octubre |  |             | 4 al 11 de noviembre | 4 al 11 de noviembre | 4 al 11 de noviembre | 4 al 11 de noviembre |  |             | 18 y 25 de noviembre | 18 y 25 de noviembre | 18 y 25 de noviembre | 18 y 25 de noviembre |  |
|  |                                   |                                   |                                   |                                   |   |                    |                     |                     |                     |                     |  |             |                      |                      |                      |                      |  |             |                      |                      |                      |                      |  |
|  |                                   |                                   |                                   |                                   |   |                    |                     |                     |                     |                     |  |             |                      |                      |                      |                      |  |             |                      |                      |                      |                      |  |
|  | Independiente                     | 1                                 | 0                                 | 1                                 |   |                    |                     |                     |                     |                     |  |             |                      |                      |                      |                      |  |             |                      |                      |                      |                      |  |
|  | Independiente                     | 1                                 | 0                                 | 1                                 |   |                    |                     |                     |                     |                     |  |             |                      |                      |                      |                      |  |             |                      |                      |                      |                      |  |
|  | Racing Club                       | 2                                 | 0                                 | 2                                 |   |                    |                     |                     |                     |                     |  |             |                      |                      |                      |                      |  |             |                      |                      |                      |                      |  |
|  | Racing Club                       | 2                                 | 0                                 | 2                                 |   | Racing Club (w/o.) | 1                   | –                   | 1                   |                     |  |             |                      |                      |                      |                      |  |             |                      |                      |                      |                      |  |
|  |                                   |                                   |                                   |                                   |   | Racing Club (w/o.) | 1                   | –                   | 1                   |                     |  |             |                      |                      |                      |                      |  |             |                      |                      |                      |                      |  |
|  |                                   |                                   | Nacional                          | 0                                 | – | 0                  |                     |                     |                     |                     |  |             |                      |                      |                      |                      |  |             |                      |                      |                      |                      |  |
|  | Nacional                          | 2                                 | Nacional                          | 0                                 | – | 0                  | 1                   | 3                   |                     |                     |  |             |                      |                      |                      |                      |  |             |                      |                      |                      |                      |  |
|  | Nacional                          | 2                                 |                                   |                                   |   |                    |                     |                     |                     |                     |  |             |                      |                      |                      |                      |  |             |                      |                      |                      |                      |  |
|  | Peñarol                           | 2                                 | 0                                 | 2                                 |   |                    |                     |                     |                     |                     |  |             |                      |                      |                      |                      |  |             |                      |                      |                      |                      |  |
|  | Peñarol                           | 2                                 | 0                                 | 2                                 |   |                    |                     |                     |                     |                     |  | Racing Club | 3                    | 1                    | 4                    |                      |  |             |                      |                      |                      |                      |  |
|  |                                   |                                   |                                   |                                   |   |                    |                     |                     |                     |                     |  | Racing Club | 3                    | 1                    | 4                    |                      |  |             |                      |                      |                      |                      |  |
|  |                                   |                                   | Flamengo                          | 3                                 | 0 | 3                  |                     |                     |                     |                     |  |             |                      |                      |                      |                      |  |             |                      |                      |                      |                      |  |
|  | Estudiantes (LP) (p.)             | 1                                 | Flamengo                          | 3                                 | 0 | 3                  | 1                   | 2 (4)               |                     |                     |  |             |                      |                      |                      |                      |  |             |                      |                      |                      |                      |  |
|  | Estudiantes (LP) (p.)             | 1                                 |                                   |                                   |   |                    |                     |                     |                     |                     |  |             |                      |                      |                      |                      |  |             |                      |                      |                      |                      |  |
|  | Boca Juniors                      | 2                                 | 0                                 | 2 (3)                             |   |                    |                     |                     |                     |                     |  |             |                      |                      |                      |                      |  |             |                      |                      |                      |                      |  |
|  | Boca Juniors                      | 2                                 | 0                                 | 2 (3)                             |   | Estudiantes (LP)   | 0                   | 1                   | 1                   |                     |  |             |                      |                      |                      |                      |  |             |                      |                      |                      |                      |  |
|  |                                   |                                   |                                   |                                   |   | Estudiantes (LP)   | 0                   | 1                   | 1                   |                     |  |             |                      |                      |                      |                      |  |             |                      |                      |                      |                      |  |
|  |                                   |                                   | Flamengo                          | 1                                 | 1 | 2                  |                     |                     |                     |                     |  |             |                      |                      |                      |                      |  |             |                      |                      |                      |                      |  |
|  | Flamengo                          | 1                                 | Flamengo                          | 1                                 | 1 | 2                  | 1                   | 2                   |                     |                     |  |             |                      |                      |                      |                      |  |             |                      |                      |                      |                      |  |
|  | Flamengo                          | 1                                 |                                   |                                   |   |                    |                     |                     |                     |                     |  |             |                      |                      |                      |                      |  |             |                      |                      |                      |                      |  |
|  | Grêmio                            | 1                                 | 0                                 | 1                                 |   |                    |                     |                     |                     |                     |  |             |                      |                      |                      |                      |  |             |                      |                      |                      |                      |  |
|  | Grêmio                            | 1                                 | 0                                 | 1                                 |   |                    |                     |                     |                     |                     |  |             |                      |                      |                      |                      |  | Racing Club | 0                    | 1                    | 1                    |                      |  |
|  |                                   |                                   |                                   |                                   |   |                    |                     |                     |                     |                     |  |             |                      |                      |                      |                      |  | Racing Club | 0                    | 1                    | 1                    |                      |  |
|  |                                   |                                   | Cruzeiro                          | 4                                 | 0 | 4                  |                     |                     |                     |                     |  |             |                      |                      |                      |                      |  |             |                      |                      |                      |                      |  |
|  | River Plate                       | 2                                 | Cruzeiro                          | 4                                 | 0 | 4                  | 3                   | 5                   |                     |                     |  |             |                      |                      |                      |                      |  |             |                      |                      |                      |                      |  |
|  | River Plate                       | 2                                 |                                   |                                   |   |                    |                     |                     |                     |                     |  |             |                      |                      |                      |                      |  |             |                      |                      |                      |                      |  |
|  | Argentinos Juniors                | 1                                 | 0                                 | 1                                 |   |                    |                     |                     |                     |                     |  |             |                      |                      |                      |                      |  |             |                      |                      |                      |                      |  |
|  | Argentinos Juniors                | 1                                 | 0                                 | 1                                 |   | River Plate        | 0                   | 2                   | 2 (4)               |                     |  |             |                      |                      |                      |                      |  |             |                      |                      |                      |                      |  |
|  |                                   |                                   |                                   |                                   |   | River Plate        | 0                   | 2                   | 2 (4)               |                     |  |             |                      |                      |                      |                      |  |             |                      |                      |                      |                      |  |
|  |                                   |                                   | Cruzeiro (p.)                     | 2                                 | 0 | 2 (5)              |                     |                     |                     |                     |  |             |                      |                      |                      |                      |  |             |                      |                      |                      |                      |  |
|  | Cruzeiro                          | 1                                 | Cruzeiro (p.)                     | 2                                 | 0 | 2 (5)              | 8                   | 9                   |                     |                     |  |             |                      |                      |                      |                      |  |             |                      |                      |                      |                      |  |
|  | Cruzeiro                          | 1                                 |                                   |                                   |   |                    |                     |                     |                     |                     |  |             |                      |                      |                      |                      |  |             |                      |                      |                      |                      |  |
|  | Atlético Nacional                 | 1                                 | 0                                 | 1                                 |   |                    |                     |                     |                     |                     |  |             |                      |                      |                      |                      |  |             |                      |                      |                      |                      |  |
|  | Atlético Nacional                 | 1                                 | 0                                 | 1                                 |   |                    |                     |                     |                     |                     |  | Cruzeiro    | 1                    | 2                    | 3                    |                      |  |             |                      |                      |                      |                      |  |
|  |                                   |                                   |                                   |                                   |   |                    |                     |                     |                     |                     |  | Cruzeiro    | 1                    | 2                    | 3                    |                      |  |             |                      |                      |                      |                      |  |
|  |                                   |                                   | Olimpia                           | 0                                 | 2 | 2                  |                     |                     |                     |                     |  |             |                      |                      |                      |                      |  |             |                      |                      |                      |                      |  |
|  | Olimpia (p.)                      | 0                                 | Olimpia                           | 0                                 | 2 | 2                  | 1                   | 1 (3)               |                     |                     |  |             |                      |                      |                      |                      |  |             |                      |                      |                      |                      |  |
|  | Olimpia (p.)                      | 0                                 |                                   |                                   |   |                    |                     |                     |                     |                     |  |             |                      |                      |                      |                      |  |             |                      |                      |                      |                      |  |
|  | Colo-Colo                         | 1                                 | 0                                 | 1 (2)                             |   |                    |                     |                     |                     |                     |  |             |                      |                      |                      |                      |  |             |                      |                      |                      |                      |  |
|  | Colo-Colo                         | 1                                 | 0                                 | 1 (2)                             |   | Olimpia            | 2                   | 1                   | 3                   |                     |  |             |                      |                      |                      |                      |  |             |                      |                      |                      |                      |  |
|  |                                   |                                   |                                   |                                   |   | Olimpia            | 2                   | 1                   | 3                   |                     |  |             |                      |                      |                      |                      |  |             |                      |                      |                      |                      |  |
|  |                                   |                                   | São Paulo                         | 1                                 | 0 | 1                  |                     |                     |                     |                     |  |             |                      |                      |                      |                      |  |             |                      |                      |                      |                      |  |
|  | São Paulo                         | 1                                 | São Paulo                         | 1                                 | 0 | 1                  | 4                   | 5                   |                     |                     |  |             |                      |                      |                      |                      |  |             |                      |                      |                      |                      |  |
|  | São Paulo                         | 1                                 |                                   |                                   |   |                    |                     |                     |                     |                     |  |             |                      |                      |                      |                      |  |             |                      |                      |                      |                      |  |
|  | Santos                            | 1                                 | 1                                 | 2                                 |   |                    |                     |                     |                     |                     |  |             |                      |                      |                      |                      |  |             |                      |                      |                      |                      |  |
|  | Santos                            | 1                                 | 1                                 | 2                                 |   |                    |                     |                     |                     |                     |  |             |                      |                      |                      |                      |  |             |                      |                      |                      |                      |  |
|  |                                   |                                   |                                   |                                   |   |                    |                     |                     |                     |                     |  |             |                      |                      |                      |                      |  |             |                      |                      |                      |                      |  |

- Nota: En cada llave, el equipo que ocupa la primera línea es el que definió la serie como local.

### Octavos de final
| 2 de octubre de 1992 | Racing Club     | 2:1 (1:0) | Independiente | Estadio El Cilindro, Avellaneda |                       |
|                      | García · Torres |           | Mahía         | Árbitro(s): Juan Bava           | Árbitro(s): Juan Bava |

| 10 de octubre de 1992 | Independiente | 0:0 | Racing Club | Estadio La Doble Visera, Avellaneda |  |
|                       |               |     |             | Árbitro(s): Francisco Lamolina      |  |

| 30 de septiembre de 1992 | Peñarol                      | 2:2 (0:0) | Nacional                     | Estadio Centenario, Montevideo |                           |
|                          | A. Paz 47' · P. Pedrucci 50' | Reporte   | Dely Valdés 67' · García 78' | Árbitro(s): Carlos Maciel      | Árbitro(s): Carlos Maciel |

| 7 de octubre de 1992 | Nacional      | 1:0 (0:0) | Peñarol | Estadio Centenario, Montevideo  |                                 |
|                      | E. Suárez 62' |           |         | Árbitro(s): Enrique Marín Gallo | Árbitro(s): Enrique Marín Gallo |

| 29 de septiembre de 1992 | Boca Juniors                | 2:1 (1:1) | Estudiantes (LP) | Estadio La Bombonera, Buenos Aires |                                |
|                          | Villareal 18' · Cabañas 84' |           | Capria 28'       | Árbitro(s): Francisco Lamolina     | Árbitro(s): Francisco Lamolina |

| 7 de octubre de 1992 | Estudiantes                                  | 1:0 (0:0) (4:3 p.)         | Boca Juniors                                       | Estadio Jorge Luis Hirschi, La Plata |                       |
|                      | Siviski 54'                                  |                            |                                                    | Árbitro(s): Juan Bava                | Árbitro(s): Juan Bava |
|                      |                                              | Tiros desde el punto penal |                                                    |                                      |                       |
|                      | Calderón · Lorenzo · Maydana · Erbín · Yorno |                            | Márcico · S. Martínez · Soñora · Carranza · Giunta |                                      |                       |

| 8 de octubre de 1992 | Grêmio               | 1:1 (0:1) | Flamengo | Estadio Olímpico Monumental, Porto Alegre |                            |
|                      | Júnior Baiano (a.g.) |           | Nunes    | Árbitro(s): Márcio Rezende                | Árbitro(s): Márcio Rezende |

| 15 de octubre de 1992 | Flamengo | 1:0 (1:0) | Grêmio | Estadio de Moça Bonita, Río de Janeiro |                             |
|                       | Rogério  |           |        | Árbitro(s): Manoel Serapião            | Árbitro(s): Manoel Serapião |

| 30 de septiembre de 1992 | Argentinos Juniors | 1:2 (0:1) | River Plate            | Estadio Ferro Carril Oeste, Buenos Aires |                                |
|                          | Trapasso (pen.)    |           | Medina Bello · Silvani | Árbitro(s): Juan Carlos Crespi           | Árbitro(s): Juan Carlos Crespi |

| 7 de octubre de 1992 | River Plate                            | 3:0 (1:0) | Argentinos Juniors | Estadio Monumental, Buenos Aires |                                |
|                      | Toresani 1' · Ortega 46' · Silvani 48' |           |                    | Árbitro(s): Juan Carlos Biscay   | Árbitro(s): Juan Carlos Biscay |

| 8 de octubre de 1992 | Atlético Nacional   | 1:1 (0:0) | Cruzeiro          | Estadio Atanasio Girardot, Medellín |                                    |
|                      | Restrepo 58' (pen.) |           | Renato Gaúcho 47' | Árbitro(s): Alberto Tejada Noriega  | Árbitro(s): Alberto Tejada Noriega |

| 15 de octubre de 1992 | Cruzeiro                                                                            | 8:0 (3:0) | Atlético Nacional | Estadio Mineirão, Belo Horizonte |                             |
|                       | Luís Fernando 11' · Renato Gaúcho 22' 47' 52' · 54' 85' · Nonato 35' · Cleisson 75' |           |                   | Árbitro(s): Ernesto Filippi      | Árbitro(s): Ernesto Filippi |

| 30 de septiembre de 1992 | Colo-Colo    | 1:0 (1:0) | Olimpia | Estadio Monumental, Santiago   |                                |
|                          | Barticciotto |           |         | Árbitro(s): José Torres Cadena | Árbitro(s): José Torres Cadena |

| 7 de octubre de 1992 | Olimpia                                              | 1:0 (0:0) (3:2 p.)         | Colo-Colo                                       | Estadio Defensores del Chaco, Asunción |                             |
|                      | Caballero                                            |                            |                                                 | Árbitro(s): Ulisses Tavares            | Árbitro(s): Ulisses Tavares |
|                      |                                                      | Tiros desde el punto penal |                                                 |                                        |                             |
|                      | M. Ramírez · Suárez · González · Amarilla · Sanabria |                            | Adomaitis · Hisis · Rebollo · Ramírez · Pizarro |                                        |                             |

| 29 de septiembre de 1992 | Santos      | 1:1 (0:0) | São Paulo | Estadio de Vila Belmiro, Santos |  |
|                          | Guga (pen.) |           | Müller    |                                 |  |

| 10 de octubre de 1992 | São Paulo                       | 4:1 (2:1) | Santos | Estadio de Morumbí, São Paulo |  |
|                       | Raí · Palhinha · Válber · Dinho |           | Guga   |                               |  |

### Cuartos de final
| 22 de octubre de 1992 | Racing Club | 1:0 | Nacional | Estadio El Cilindro, Avellaneda          |                                          |
|                       | -           |     | -        | Asistencia: - espectadores Árbitro(s): - | Asistencia: - espectadores Árbitro(s): - |

| 29 de octubre de 1992 | Nacional | 0:1 | Racing Club | Estadio Centenario, Montevideo           |                                          |
|                       | -        |     | -           | Asistencia: - espectadores Árbitro(s): - | Asistencia: - espectadores Árbitro(s): - |

| 22 de octubre de 1992 | Flamengo          | 1:0 (0:0) | Estudiantes | Estadio de Moça Bonita, Río de Janeiro |                          |
|                       | Gaúcho 83' (pen.) |           |             | Árbitro(s): Jorge Nieves               | Árbitro(s): Jorge Nieves |

| 30 de octubre de 1992 | Estudiantes | 1:1 (0:0) | Flamengo   | Estadio Jorge Luis Hirschi, La Plata |                             |
|                       | Siviski     |           | Marquinhos | Árbitro(s): Ernesto Filippi          | Árbitro(s): Ernesto Filippi |

| 21 de octubre de 1992 | Cruzeiro                                    | 2:0 (1:0) | River Plate | Estadio Mineirão, Belo Horizonte   |                                    |
|                       | Paulo Roberto 29' (pen.) · Cocca 65' (a.g.) |           |             | Árbitro(s): Juan Francisco Escobar | Árbitro(s): Juan Francisco Escobar |

| 28 de octubre de 1992 | River Plate                                          | 2:0 (0:0) (4:5 p.)         | Cruzeiro                                                          | Estadio Monumental, Buenos Aires |                                 |
|                       | R. Díaz 87' (pen.) · Silvani 89'                     |                            |                                                                   | Árbitro(s): Enrique Marín Gallo  | Árbitro(s): Enrique Marín Gallo |
|                       |                                                      | Tiros desde el punto penal |                                                                   |                                  |                                 |
|                       | Silvani · Da Silva · R. Díaz · Medina Bello · Zapata |                            | Paulo Roberto · Nonato · Roberto Gaúcho · Luís Fernando · Douglas |                                  |                                 |

| 20 de octubre de 1992 | São Paulo | 1:2 (1:1) | Olimpia             | Estadio de Morumbi, São Paulo |                       |
|                       | Palhinha  |           | Amarilla · Sanabria | Árbitro(s): Juan Bava         | Árbitro(s): Juan Bava |

| 28 de octubre de 1992 | Olimpia      | 1:0 (1:0) | São Paulo | Estadio Defensores del Chaco, Asunción |                                    |
|                       | Amarilla 31' |           |           | Árbitro(s): Alberto Tejada Noriega     | Árbitro(s): Alberto Tejada Noriega |

### Semifinales
| 4 de noviembre de 1992 | Flamengo                                          | 3:3 (1:0) | Racing Club                                    | Estadio de Pacaembú, São Paulo  |                                 |
|                        | Júnior 28' · Rogério 63' · Djalminha 90+5' (pen.) |           | Graciani 59' · García 61' · Matosas 85' (pen.) | Árbitro(s): Armando Pérez Hoyos | Árbitro(s): Armando Pérez Hoyos |

| 11 de noviembre de 1992 | Racing Club  | 1:0 (1:0) | Flamengo | Estadio El Cilindro, Avellaneda |                            |
|                         | Graciani 17' |           |          | Árbitro(s): Jorge Orellana      | Árbitro(s): Jorge Orellana |

| 6 de noviembre de 1992 | Olimpia | 0:1 (0:1) | Cruzeiro          | Estadio Defensores del Chaco, Asunción |                            |
|                        |         |           | Luís Fernando 35' | Árbitro(s): Jorge Orellana             | Árbitro(s): Jorge Orellana |

| 11 de noviembre de 1992 | Cruzeiro                                     | 2:2 (1:0) | Olimpia               | Estadio Mineirão, Belo Horizonte   |                                    |
|                         | Paulo Roberto 3' (pen.) · Roberto Gaúcho 54' |           | Amarilla · M. Ramírez | Árbitro(s): Alberto Tejada Noriega | Árbitro(s): Alberto Tejada Noriega |

### Final
| 18 de noviembre | Cruzeiro                                                   | 4:0 (1:0) | Racing Club | Estadio Mineirão, Belo Horizonte                               |                                                                |
|                 | Roberto Gaúcho 27' 47' · Luís Fernando 85' · Boiadeiro 88' |           |             | Asistencia: 79 213 espectadores Árbitro(s): José Torres Cadena | Asistencia: 79 213 espectadores Árbitro(s): José Torres Cadena |

| 25 de noviembre, 21:15 (UTC-3) | Racing Club       | 1:0 (0:0) | Cruzeiro | Estadio El Cilindro, Avellaneda    |                                    |
|                                | García 85' (pen.) |           |          | Árbitro(s): Juan Francisco Escobar | Árbitro(s): Juan Francisco Escobar |

|                             |
| Bandera de Brasil           |
| Campeón Cruzeiro 2.º título |

## Estadísticas

### Clasificación general
| Pos. | Equipo             | Pts | PJ | PG | PE | PP | GF | GC | Dif. | Rend.  |
| ---- | ------------------ | --- | -- | -- | -- | -- | -- | -- | ---- | ------ |
| 1    | Cruzeiro           | 10  | 8  | 4  | 2  | 2  | 18 | 6  | 12   | 62,50% |
| 2    | Racing Club        | 12  | 8  | 5  | 2  | 1  | 7  | 8  | −1   | 75,00% |
| 3    | Flamengo           | 7   | 6  | 3  | 1  | 2  | 7  | 6  | 1    | 58,33% |
| 4    | Olimpia            | 7   | 6  | 3  | 1  | 2  | 6  | 5  | 1    | 58,33% |
| 5    | River Plate        | 6   | 4  | 3  | 0  | 1  | 7  | 3  | 4    | 75%    |
| 6    | São Paulo          | 3   | 4  | 1  | 1  | 2  | 6  | 5  | 1    | 37,50% |
| 7    | Estudiantes (LP)   | 3   | 4  | 1  | 1  | 2  | 3  | 4  | −1   | 37,50% |
| 8    | Nacional           | 3   | 2  | 1  | 1  | 0  | 3  | 2  | 1    | 75%    |
| 9    | Boca Juniors       | 2   | 2  | 1  | 0  | 1  | 2  | 2  | 0    | 50%    |
| 10   | Colo-Colo          | 2   | 2  | 1  | 0  | 1  | 1  | 1  | 0    | 50%    |
| 11   | Peñarol            | 1   | 2  | 0  | 1  | 1  | 2  | 3  | −1   | 25%    |
| 12   | Grêmio             | 1   | 2  | 0  | 1  | 1  | 1  | 2  | −1   | 25%    |
| 13   | Independiente      | 1   | 2  | 0  | 1  | 1  | 1  | 2  | −1   | 25%    |
| 14   | Santos             | 1   | 2  | 0  | 1  | 1  | 2  | 5  | −3   | 25%    |
| 15   | Atlético Nacional  | 1   | 2  | 0  | 1  | 1  | 1  | 9  | −8   | 25%    |
| 16   | Argentinos Juniors | 0   | 2  | 0  | 0  | 2  | 1  | 5  | −4   | 0%     |

### Goleadores
| Jugador               | Club             | Goles |
| --------------------- | ---------------- | ----- |
| Renato Gaúcho         | Cruzeiro         | 6     |
| Raúl Vicente Amarilla | Olimpia          | 3     |
| Claudio García        | Racing Club      | 3     |
| Luís Fernando         | Cruzeiro         | 3     |
| Roberto Gaúcho        | Cruzeiro         | 3     |
| Walter Silvani        | River Plate      | 3     |
| Alfredo Graciani      | Racing Club      | 2     |
| Guga                  | Santos           | 2     |
| Palhinha              | São Paulo        | 2     |
| Paulo Roberto         | Cruzeiro         | 2     |
| Rogério               | Flamengo         | 2     |
| Darío Siviski         | Estudiantes (LP) | 2     |